# Federazione calcistica della Romania
La Federația Română de Fotbal (abbreviata in FRF) è la federazione calcistica rumena. Fondata nel 1909, ha sede nella capitale Bucarest e pone sotto la propria egida il campionato nazionale, la coppa nazionale, la Supercoppa nazionale e la squadra nazionale di calcio del paese.

## Competizioni
Federația Română de Fotbal organizza i seguenti tornei:
Competizioni maschili

Senior
- Liga I
- Liga II
- Liga III
- Cupa României
- Supercupa României

Under-19
- Campionato Național U19
- Campionato Județean U19

Under 17
- Campionato Național U17
- Campionato Județean U17

Under 13
- Campionato Național U13

Under 11
- Campionato Național U11

Competizioni femminili

- Liga I Feminin
- Liga II Feminin
- Liga III Feminin
- Cupa României (femminile)

Competizioni di calcio a 5

- Liga I Futsal
- Liga II Futsal
- Cupa României Futsal

La FRF delega alla LPF la gestione della seguenti tornei: Liga I. La LPF è posta comunque sotto l'autorità della FRF.

## Presidenti
A partire dal 1912 l'elenco dei presidenti è il seguente:
- Hans Herzog (fino al 1º dicembre 1912)
- Charles Viereck (dal 1º dicembre 1912 al 1º dicembre 1913)
- T. A. Bolton (dal 1º dicembre 1913 al 1º dicembre 1914)
- Mario Gebauer (dal 1º dicembre 1914 al 15 agosto 1916)
- Dr. Sabu (dal 1º dicembre 1919 all'8 maggio 1922)
- Mario Gebauer (dal 7 maggio 1922 al 12 dicembre 1923)
- Nicolae Kovacs (dal 12 dicembre 1923 al 13 aprile 1924, ad interim)
- Principe Carlo (dal 13 aprile 1924 al 7 aprile 1925)
- Camil Manuila (dal 7 aprile 1925 al marzo 1926)
- Dr. Aurel Leucuti (dal marzo 1926 al 7 agosto 1933)
- V. V. Tilea (dal 7 agosto 1933 al 6 gennaio 1939)
- Gabriel Marinescu (dal 1º febbraio 1940 al 6 settembre 1940)
- Col. E. Lupascu (dal 12 settembre 1940 al 23 ottobre 1940, ad interim)
- Valeriu Neculescu (dal 30 ottobre 1940 al 18 aprile 1941)
- Mircea Stroescu (dal 18 aprile 1941 al 18 novembre 1942)
- Alexandru Capatana (dal 18 novembre 1942 al 30 ottobre 1943)
- Maggiore Constantin Dudescu Calarasi (dal 30 ottobre 1943 al 17 ottobre 1944)
- Niculae Lucescu (dal 17 ottobre 1944 al 2 marzo 1945, ad interim)
- Paul Nedelcovici (dal 2 marzo 1945 al 4 marzo 1945)
- Col. Sever Slatineanu (dal 4 marzo 1945 al 29 marzo 1945)
- Col. Oreste Alexandrescu (dal 29 marzo 1945 al 14 maggio 1945)
- Reuss Alexandrescu (dal 14 maggio 1945 al 10 aprile 1946)
- Virgil Economu (dal 10 aprile 1946 al 27 marzo 1947)
- Emilian Angheliu (dal 2 aprile 1947 al 13 aprile 1948)
- Anton Irimescu (dal 13 aprile 1948 al 12 luglio 1948)
- Tudor Vasile (dal 12 luglio 1948 al 9 agosto 1949, segretario del comitato per lo sport)
- Dumitru Petrescu (dal 1º giugno 1950 al marzo 1957)
- Ion Minei (dal marzo 1957 al 28 gennaio 1958)
- Corneliu Manescu (dal 28 gennaio 1958 all'ottobre 1960)
- Alexandru Bârlădeanu (dall'ottobre 1960 al marzo 1962)
- Ion Balas (dal marzo 1962 al giugno 1962)
- Alexandru Pintea (dal giugno 1962 al settembre 1962)
- Miron Olteanu (dal settembre 1962 al 24 gennaio 1963)
- Gheorghe Popescu (dal 24 gennaio 1963 al 29 maggio 1967)
- Ion Dumitrescu (dal 29 maggio 1967 al 29 luglio 1967, ad interim)
- Alexandru Barladeanu (dal 29 luglio 1967 al dicembre 1967)
- Adrian Dimitriu (dall'11 febbraio 1968 al 19 marzo 1969)
- Mircea Angelescu (dal 19 marzo 1969 al 14 febbraio 1975)
- Tudor Vasile (dal 14 febbraio 1975 all'8 gennaio 1976, vicepresidente)
- Traian Dudas (dall'8 gennaio 1976 al 21 novembre 1977)
- Anghel Paraschiv (dal 21 novembre 1977 al novembre 1979)
- Nicolae Irimie (dal novembre 1979 al 12 febbraio 1981, vicepresidente)
- Andrei Radulescu (dal 12 febbraio 1981 al luglio 1983)
- Ion Dumitrescu (dal luglio 1983 al 15 agosto 1986)
- Mircea Angelescu (dal 15 agosto 1986 al 4 gennaio 1990)
- Andrei Radulescu (dal 4 gennaio 1990 al 23 febbraio 1990, ad interim)
- Mircea Pascu (dal 23 febbraio 1990 al 9 agosto 1990)
- Mircea Sandu (dal 9 agosto 1990 al 5 marzo 2014)
- Răzvan Burleanu (dal 9 marzo 2014, attuale presidente)